# Nguyễn Văn Thinh
Nguyễn Văn Thinh (1888 – 10 tháng 11 năm 1946) là một bác sĩ và chính trị gia người Việt giữa thế kỷ 20. Ông cũng là thủ tướng đầu tiên của chính phủ Cộng hòa Tự trị Nam Kỳ.

## Thân thế và nền tảng học vấn
Ông sinh năm 1888, trong một gia đình đại điền chủ Nam Kỳ, có quốc tịch Pháp. Vốn theo học Tây học từ nhỏ, đậu thủ khoa khóa đầu tiên Trường Đại học Y khoa Đông Dương năm 1907 rồi sau đó sang Pháp theo học tại Y Khoa Đại học Đường Paris (Faculté de Médecine de Paris) lấy bằng bác sĩ y khoa Pháp.
Ông là một trong những người Việt Nam hiếm hoi đầu tiên thi đỗ bác sĩ nội trú tại Bệnh viện Paris (Interne des Hôpitaux de Paris). Sau đó ông làm việc tại Viện Pasteur (Paris) và viết luận án tốt nghiệp bác sĩ tại đây.

## Hoạt động chính trị
Ông bước vào chính trị năm 1926 như một người theo phe Lập Hiến với việc tham gia vào Ủy ban tổ chức lễ tang cụ Phan Chu Trinh, và sau đó thành lập Đảng Dân chủ Đông Dương vào năm 1937. Ông cũng từng là hội viên sáng lập của Hội truyền bá quốc ngữ Nam Kỳ và hội trưởng Hội cứu đói Nam Kỳ, năm 1945 đã quyên được khá nhiều tiền cứu giúp nạn nhân đói kém theo lời kêu gọi của Chính phủ Trần Trọng Kim.
Sau khi Đế quốc Nhật Bản đầu hàng phe Đồng Minh thì Pháp mở cuộc tái chiếm Nam Bộ. Họ chủ trương ủng hộ Nam Kỳ thành lập chính phủ riêng theo ý tưởng về một Liên bang Đông Dương của De Gaulle. Để thực hiện chủ trương đó, Đại tá Jean Cédille, Ủy viên Cộng hòa Pháp tại Nam Kỳ (tức tương đương với chức thống đốc Nam Kỳ cũ) đã đề cử bác sĩ Thinh huy động nhân sĩ lập ra Hội đồng tư vấn Nam Kỳ để thành lập chính phủ Nam Kỳ tự trị.
Ngày 4 tháng 2 năm 1946, đô đốc D’Argenlieu nhân danh Cao ủy Pháp tại Đông Dương ký sắc lệnh thành lập một Hội đồng Tư vấn Nam Kỳ gồm bốn thân hào Pháp, tám thân hào Việt Nam. Cũng hội đồng này đã cử bác sĩ Thinh làm thủ tướng lâm thời vào ngày 26 tháng 3 năm 1946, và ủy nhiệm thành lập thành lập chính phủ lâm thời. Chính phủ mới ra mắt dân chúng vào sáng ngày 2 tháng 6 năm 1946 trước Nhà thờ Đức Bà Sài Gòn với thành phần như sau:
- Thủ tướng kiêm Bộ trưởng Nội vụ: Bác sĩ Nguyễn Văn Thinh
- Phó thủ tướng kiêm Bộ trưởng Bộ quân đội trong nước: Đại tá Nguyễn Văn Xuân[5]
- Bộ trưởng Tư pháp: Trần Văn Tỷ
- Bộ trưởng Công chánh: Lương Văn Mỹ
- Bộ trưởng Y tế: Bác sĩ Khương Hữu Long
- Bộ trưởng Tài chánh: Nguyễn Thành Lập
- Bộ trưởng Công Nông: Ưng Bảo Toàn
- Bộ trưởng Giáo dục: Nguyễn Thành Giung
- Bộ trưởng An ninh: Nguyễn Văn Tâm
- Thứ trưởng Công an Đô thành Sài Gòn – Chợ Lớn: Nguyễn Tấn Cường.
- Cố vấn: Hồ Biểu Chánh

## Thất vọng và cái chết
Chính phủ Cộng hòa tự trị Nam Kỳ thành lập vội vã, thiếu sự ủng hộ của quần chúng lao động mà chỉ trông vào giới trung lưu người Việt, và thậm chí, bị ngay chính người Pháp đối xử tàn tệ. Bản thân chính phủ không có tài chính, không có quân đội, không có cả trụ sở. Bác sĩ Nguyễn Văn Thinh phải lấy phòng mạch bác sĩ của ông làm nơi làm việc của chính phủ.
Ngày 10 tháng 11 năm 1946, sau khi nhận thấy mình đã bị Pháp lừa và lợi dụng, ông đã tự tử bằng cách thắt cổ, trên bàn viết gần đó có quyển sách thuốc còn mở ra ở trang nói về "Thắt cổ" (Pendaison).
Trước năm 1975, ở Sài Gòn có một con đường mang tên Nguyễn Văn Thinh, nay là đường Mạc Thị Bưởi.